# 스트루니노

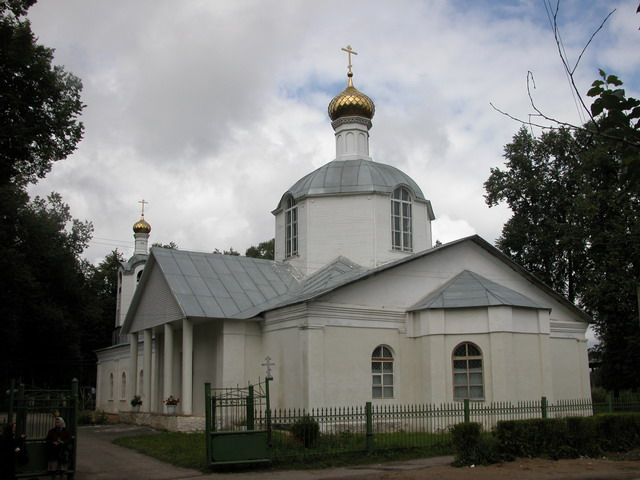

스트루니노(러시아어: Стру́нино)는 러시아 블라디미르주 서부에 위치한 도시로, 인구는 16,056명(2002년 기준)이다. 블라디미르(블라디미르 주의 주도)에서 북서쪽으로 131km 정도 떨어진 곳에 위치한다. 1492년 마을이 형성되었고 1938년 시로 승격되었다.